# Ulises Blanch
Ulises Blanch (Orlando, 25 marzo 1998) è un tennista statunitense.
Ha vinto alcuni tornei nei circuiti minori, mentre nei tornei ATP non è mai andato oltre al primo turno agli US Open del 2020. Il suo miglior ranking ATP è stata la 236ª posizione in singolare nell'ottobre 2020, mentre in doppio è stato 423° a maggio 2019.

## Statistiche

### Tornei minori

#### Singolare

##### Vittorie (3)
| Legenda tornei minori |
| Challenger (2)        |
| ITF (1)               |

| N. | Data           | Torneo                                             | Superficie  | Avversario in finale | Punteggio     |
| 1. | settembre 2017 | Canada F5, Calgary                                 | Cemento     | Filip Peliwo         | 6–4 r.        |
| 3. | luglio 2018    | Internazionali di Tennis Città di Perugia, Perugia | Terra rossa | Gianluigi Quinzi     | 7–5, 6–2      |
| 4. | gennaio 2020   | Ann Arbor Challenger, Ann Arbor                    | Cemento (i) | Roberto Cid Subervi  | 3–6, 6–4, 6–2 |

##### Sconfitte in finale (3)
| Legenda tornei minori |
| Challenger (0)        |
| ITF (3)               |

| N. | Data          | Torneo                 | Superficie  | Avversario in finale | Punteggio        |
| 1. | febbraio 2016 | USA F37, Pensacola     | Terra rossa | Emilio Gómez         | 6–3, 5–7, 1–6    |
| 2. | luglio 2018   | Francia F11, Montauban | Terra rossa | Juan Pablo Ficovich  | 7–6(5), 3–6, 3–6 |
| 3. | agosto 2019   | USA M25, Memphis       | Cemento     | Roberto Cid Subervi  | 6–3, 3–6, 6(8)–7 |

#### Doppio

##### Vittorie (2)
| Legenda tornei minori |
| Challenger (0)        |
| ITF (2)               |

| N. | Data        | Torneo                 | Superficie  | Compagno            | Avversari in finale                      | Punteggio        |
| 1. | giugno 2018 | Francia F10, Tolosa    | Terra rossa | Juan Pablo Ficovich | Matteo Martineau Antoine Cornut Chauvinc | 6–2, 6–2         |
| 2. | luglio 2018 | Francia F11, Montauban | Terra rossa | Ugo Humbert         | Gonzalo Villanueva Patricio Heras        | 6–3, 3–6, [10–6] |

##### Sconfitte in finale (1)
| Legenda tornei minori |
| Challenger (0)        |
| ITF (1)               |

| N. | Data              | Torneo             | Superficie  | Compagno       | Avversari in finale             | Punteggio |
| 1. | 14 settembre 2019 | Italia F11, Napoli | Terra rossa | Franco Capalbo | Patricio Heras Franco Agamenone | 3–6, 4–6  |